# Col du Portel
Ne doit pas être confondu avec Col de Portel ou Col de Portech.
Le col du Portel est un col des Pyrénées, situé dans le département de l'Aude, dans la commune de Quillan. Son altitude est de 601 mètres. Emprunté par la route départementale 117 qui relie Foix à Perpignan, il constitue une étape de la Route des cols. C'est aussi une porte d'entrée occidentale du parc naturel régional Corbières-Fenouillèdes.

## Géographie

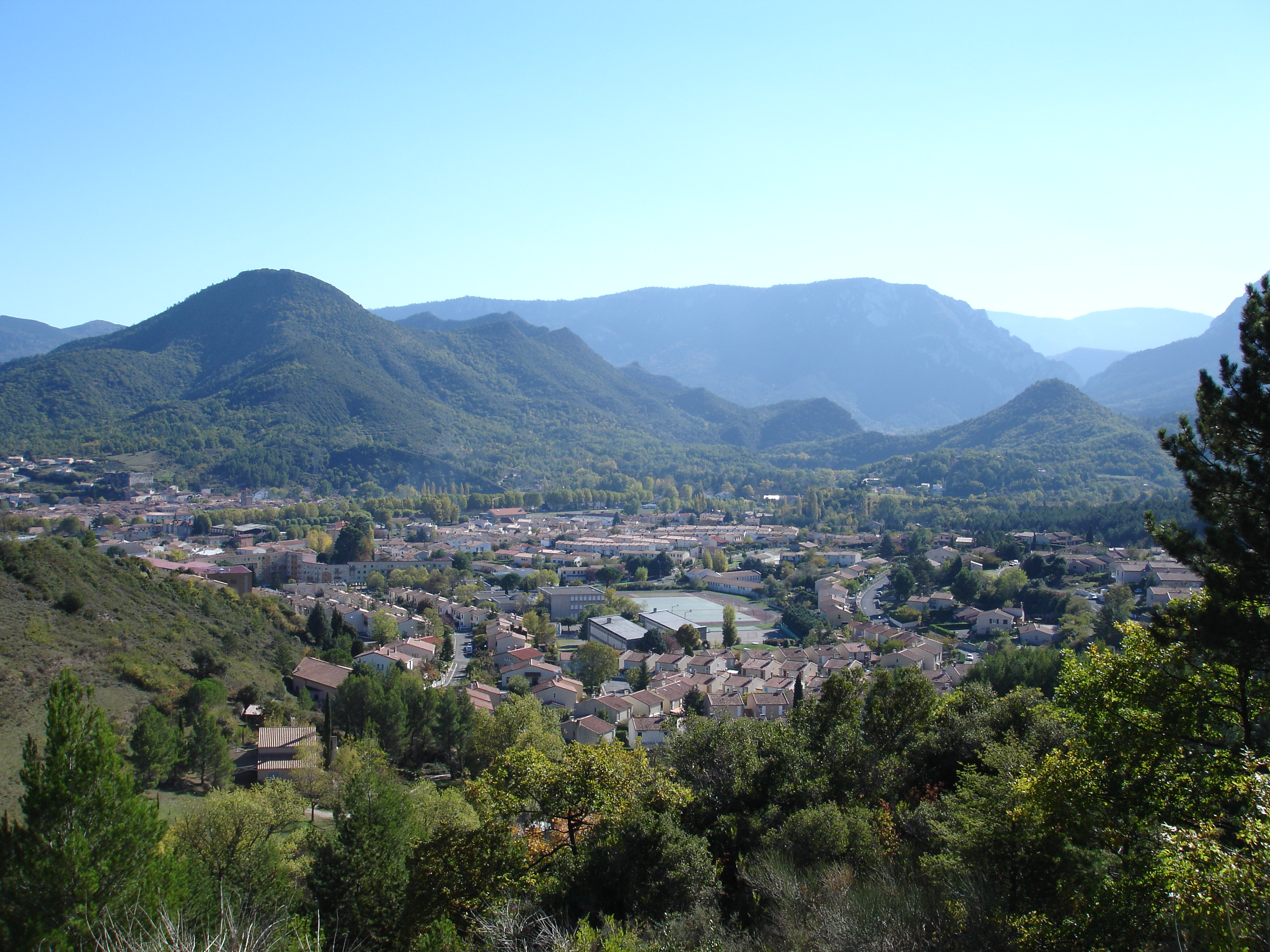
La ville de Quillan, vue depuis la route descendant du col du Portel.

Le col du Portel se situe à quatre kilomètres à l'est de la ligne de partage des eaux entre les bassins versants de la Garonne à l'ouest (via la vallée du Blau, puis l'Hers-Vif et l'Ariège), et celui de l'Aude, fleuve côtier méditerranéen.
En poursuivant l'ascension par la D613 vers le plateau de Sault et ses massifs forestiers, le col de Coudons (883 m) est alors atteint.

## Activités

### Cyclisme
Le col du Portel a été classé à cinq reprises par le Tour de France pour le grand prix de la montagne, en 1952 dans la 16e étape entre Perpignan et Toulouse, en 1955 dans la 15e étape entre Narbonne et Ax-les-Thermes avec un passage en tête (3e catégorie) par Jan Nolten, en 1998 dans la 12e étape entre Tarascon-sur-Ariège et Le Cap d'Agde, en 2008 dans la 12e étape entre Lavelanet et Narbonne, et en 2012 durant la 14e étape entre Limoux et Foix, qui voit Thomas Voeckler passer en tête (2e catégorie).

### Sport automobile

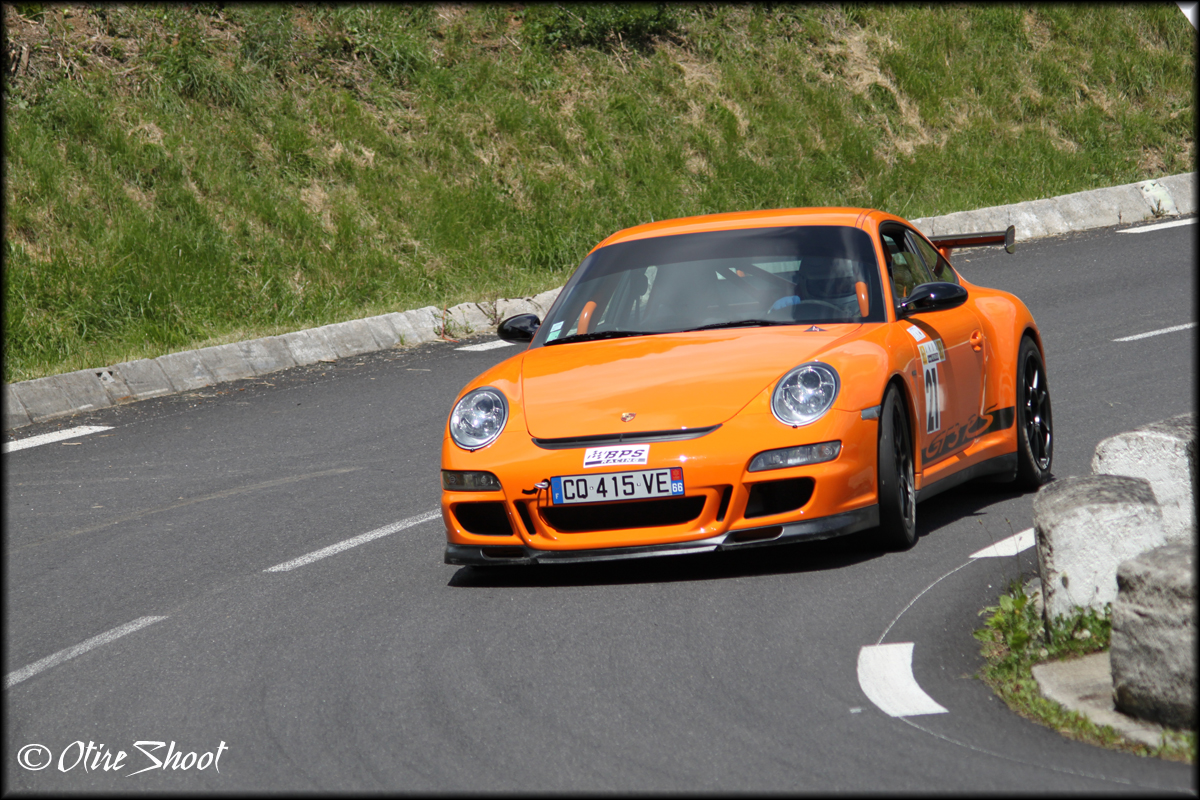
Course de côte de Quillan 2013 dans le col.

Une course de côte du championnat de France de la Montagne 2e division y est organisée chaque année à la Pentecôte.